# Mélanie Henique
Mélanie Henique (Amiens, 22 dicembre 1992) è una nuotatrice francese.
Apertamente lesbica, nel 2015 è stata vittima di un violento attacco omofobo. Un gruppo di ragazzi la ha insultata ed aggredita fisicamente mentre era con alcune sue amiche nei pressi di un locale ad Amiens. Le percosse le hanno causato delle lesioni ed in particolare la frattura del setto nasale che le ha comportato la necessità di essere operata ed interrompere gli allenamenti.

## Palmarès
- Mondiali

Shanghai 2011: bronzo nei 50m farfalla.
Budapest 2022: argento nei 50m farfalla.
Doha 2024: argento nei 50m farfalla.
- Mondiali in vasca corta

Doha 2014: bronzo nella 4x50m misti.
Melbourne 2022: oro nella 4x50m sl mista.
- Europei

Budapest 2010: bronzo nei 50m farfalla.
Budapest 2020: argento nei 50m farfalla.
- Europei in vasca corta

Chartres 2012: oro nella 4x50m misti mista, bronzo nei 50m farfalla e nella 4x50m misti.
Copenaghen 2017: bronzo nella 4x50m misti e nella 4x50m misti mista.
Glasgow 2019: oro nei 50m farfalla e nella 4x50m sl, argento nei 50m sl e bronzo nella 4x50m sl mista.
- Giochi del Mediterraneo

Pescara 2009: oro nei 50m farfalla.
- Mondiali giovanili

Monterrey 2008: argento nei 50m farfalla.
- Europei giovanili

Anversa 2007: bronzo nei 50m farfalla.
- Gymnasiadi

Doha 2009: oro nei 50m farfalla e nei 100m farfalla e bronzo nella 4x100m misti.

## Primati personali
I suoi primati personali in vasca da 50 metri sono:
- 50 m stile libero: 24"34 (2020)
- 50 m delfino: 25"17 (2021)

I suoi primati personali in vasca da 25 metri sono:
- 50 m stile libero: 23"61 (2020)
- 50 m dorso: 26"21 (2021)
- 50 m delfino: 24"56 (2019)

## International Swimming League
| Stagione 2020 | Stagione 2021 |
| ------------- | ------------- |
| Iron          | Iron          |